# Jardín Botánico de la Arquebuse
El Jardín Botánico de la Arquebuse (en francés: Jardin botanique de l'Arquebuse) es un jardín botánico y arboreto, de 5 hectáreas de extensión, que se encuentra en Dijon, Borgoña, Francia. 
De administración municipal, es además jardín público, rosaleda, museo de historia natural y de etnología, y también planetarium.
Este jardín botánico es miembro de la prestigiosa « Jardins botaniques de France et des pays francophones ».
El código de identificación de las Jardin botanique de l'Arquebuse como  miembro del "Botanic Gardens Conservation Internacional" (BGCI), así como las siglas de su herbario es DIJON.

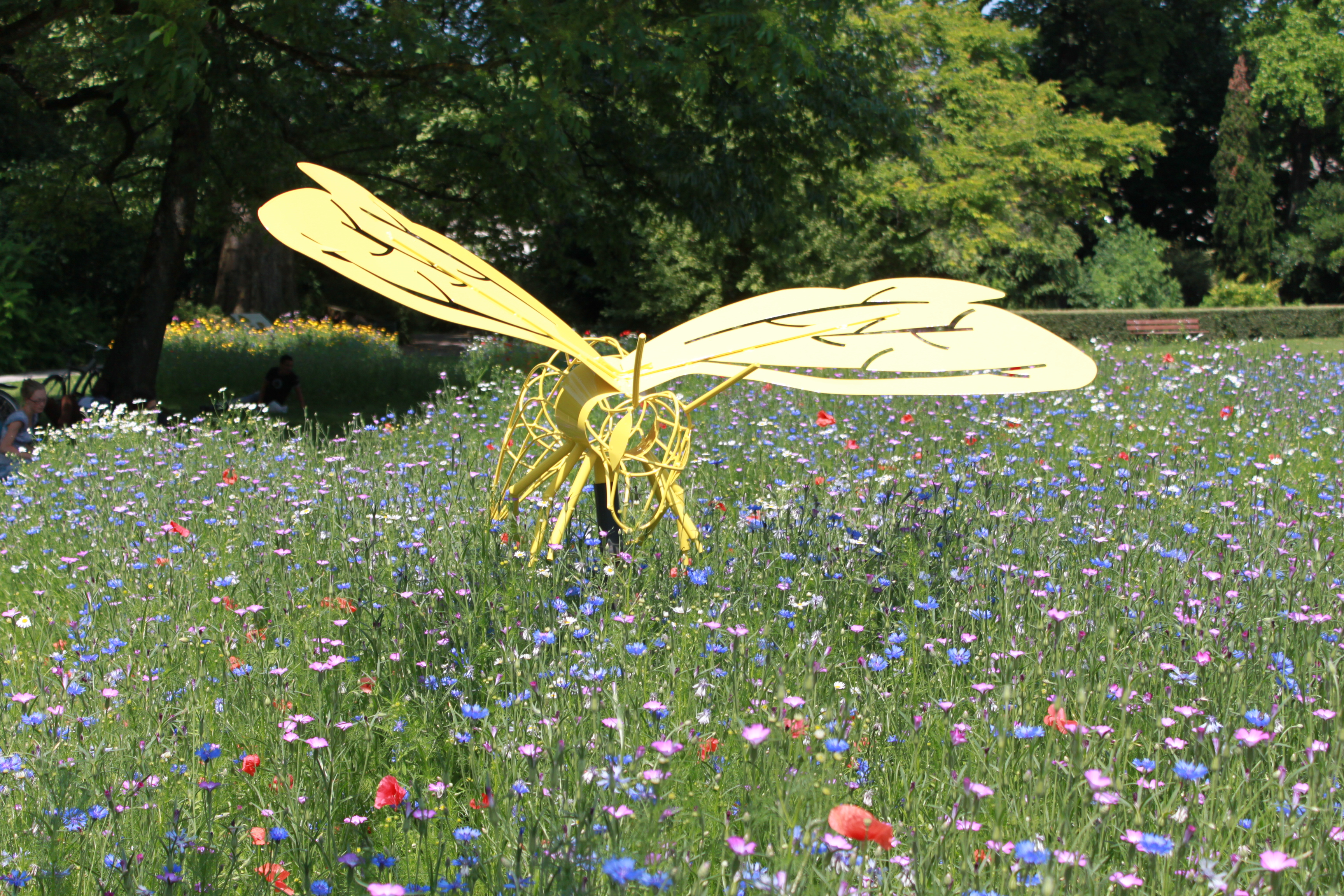
Escultura en el Jardín Botánico de la Arquebuse.

## Localización
Jardin Botanique de l'Arquebuse, 1 Avenue Albert-Premier, F-21000 Dijon, Département de Côte-d'Or, Bourgogne, France-Francia.
Planos y vistas satelitales.47°19′15.41″N 5°1′39.93″E / 47.3209472, 5.0277583
Está abierto a diario.

## Historia
El jardín está situado dentro de un parque y jardín de mayores dimensiones, de unas 5 hectáreas, creados en los terrenos utilizados con anterioridad al siglo XVI por los chevaliers del arquebus. 
En este lugar, a finales del siglo XVIII, el capitán de los chevaliers construyó un jardín inglés diseñado por el reconocido paisajista Jean-Marie Morel, que en 1803 quedó englobado en la ciudad. 
En 1833 las plantas del primer jardín botánico de Dijon, establecido en 1771 por el escritor Bénigne Legouz de Gerland (1695-1774), fueron transferidas para formar el actual jardín botánico, que fue nombrado "Conservatorio Botánico Regional" en el 2002.

## Colecciones
El jardín contiene actualmente unas 4.000 especies de plantas con un énfasis en la flora de Borgoña. Sus colecciones incluyen :
- Plantas ornamentales,
- Colección sistemática con 3.352 taxones,
- Colección de la flora de Borgoña con 1.423 taxones,
- Rosaleda
- Plantas nativas de Francia con 789 spp.,
- Plantas del resto del mundo 1.140 especies
- Arboreto, con unos 600 árboles caducifolios y 100 variedades de coníferas.
- Plantas utilizadas en la alimentación
- Invernaderos con colecciones de plantas suculentas, plantas carnívoras, plantas subtropicales, y plantas Mediterráneas
- Herbario, con unos 100.000 especímenes, y escuela de botánica

Además incluyen una colección de Anatidae (patos salvajes, gansos, y cisnes).
Algunas vistas en el "Jardin botanique de l'Arquebuse".

Detalles
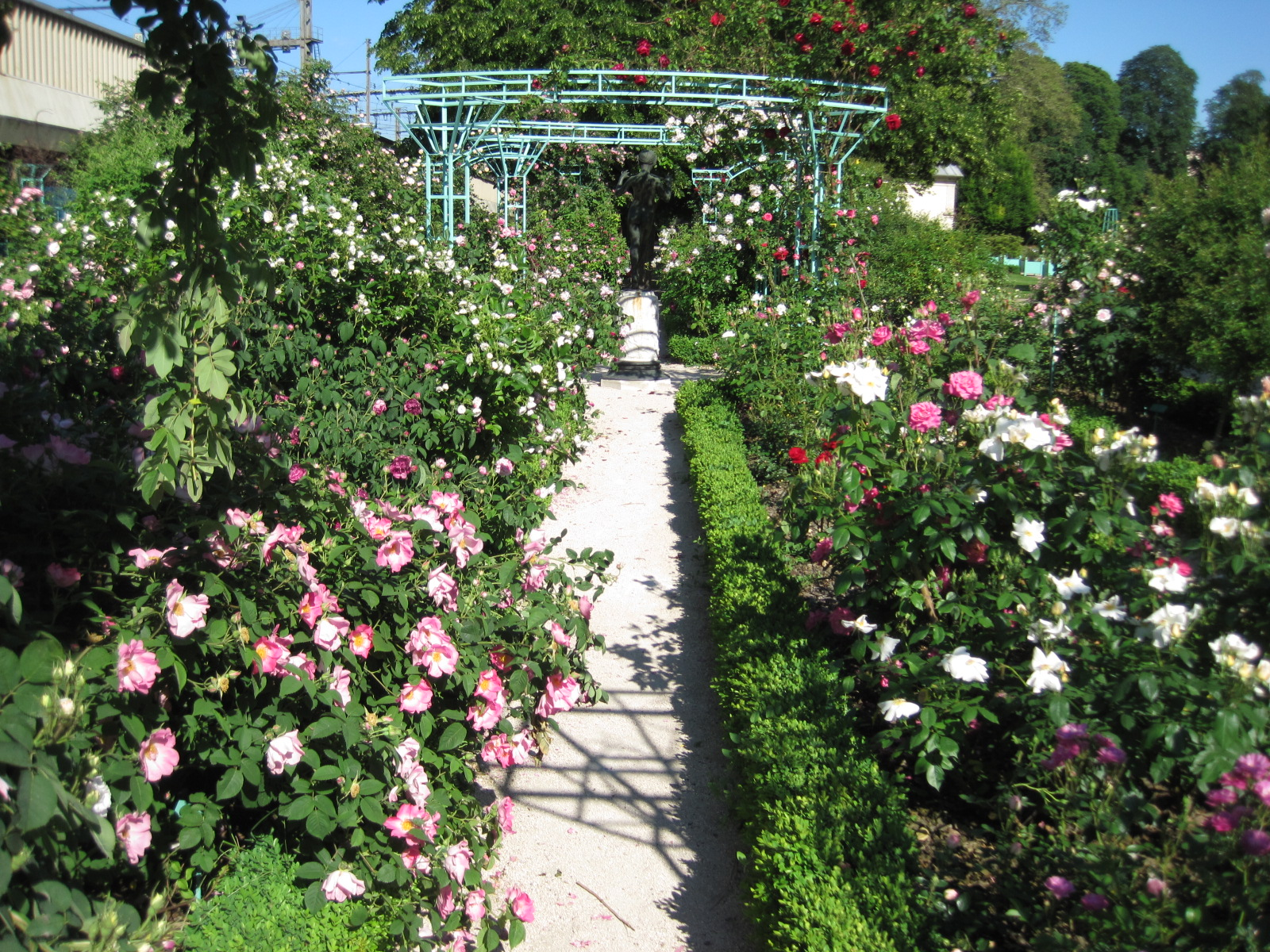
Rosaleda en el "Jardin de l'Arquebuse".
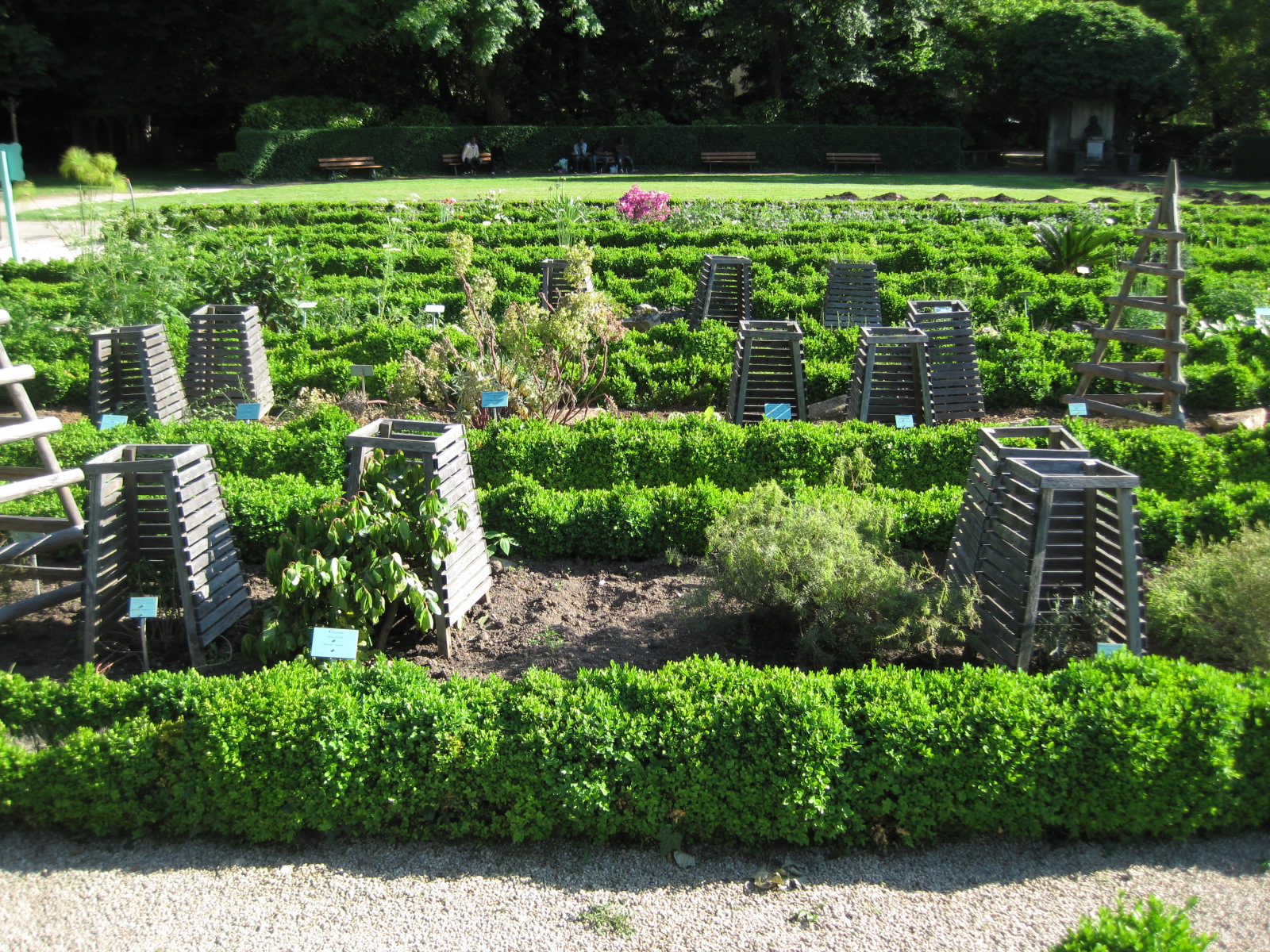
"Jardin de l'Arquebuse".
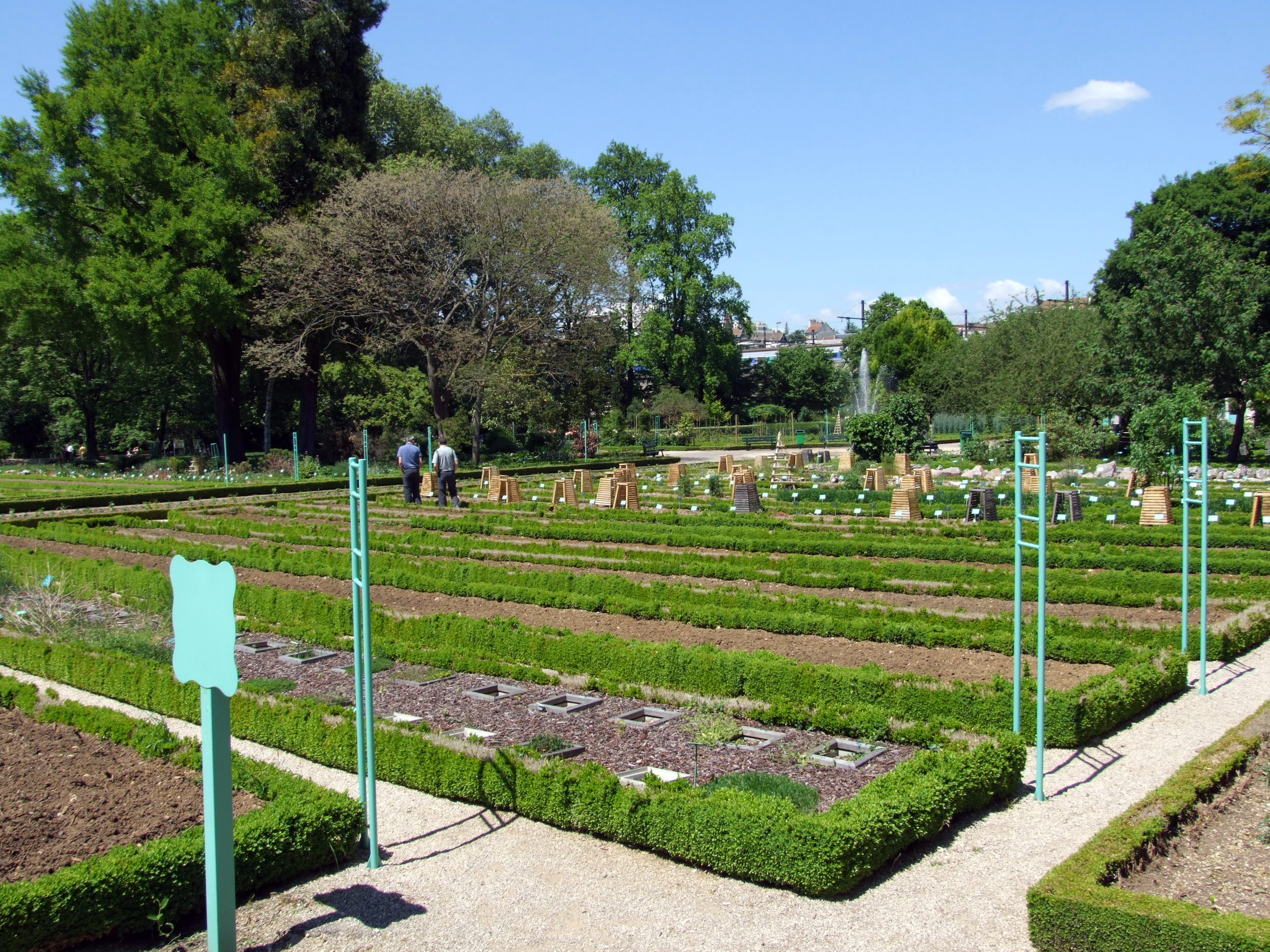
Jardin de l'Arquebuse - Jardin botanique.

## Equipamientos
Algunas esculturas en el "Jardin botanique de l'Arquebuse".

Esculturas
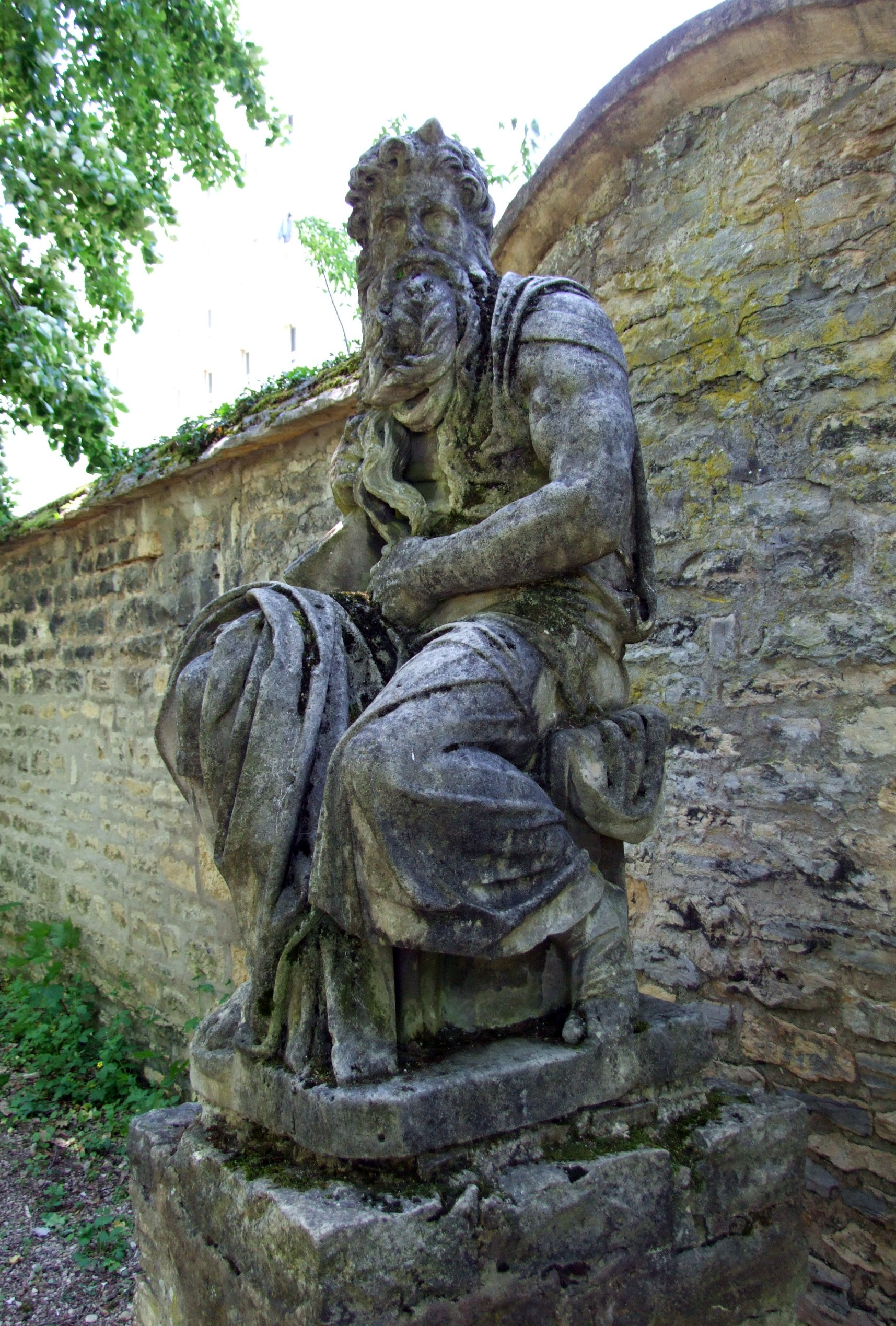
Moisés.
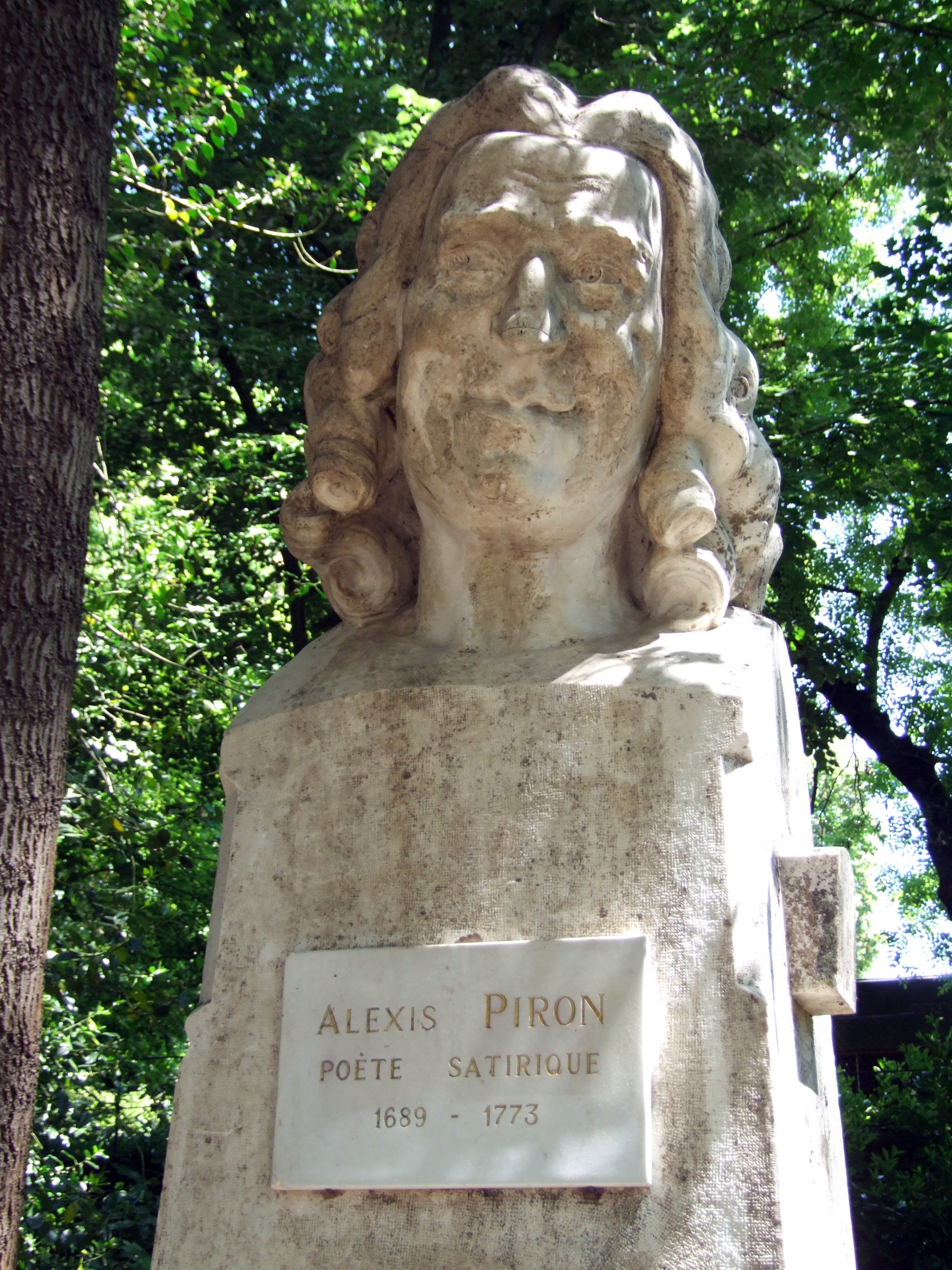
Busto de Alexis Piron.
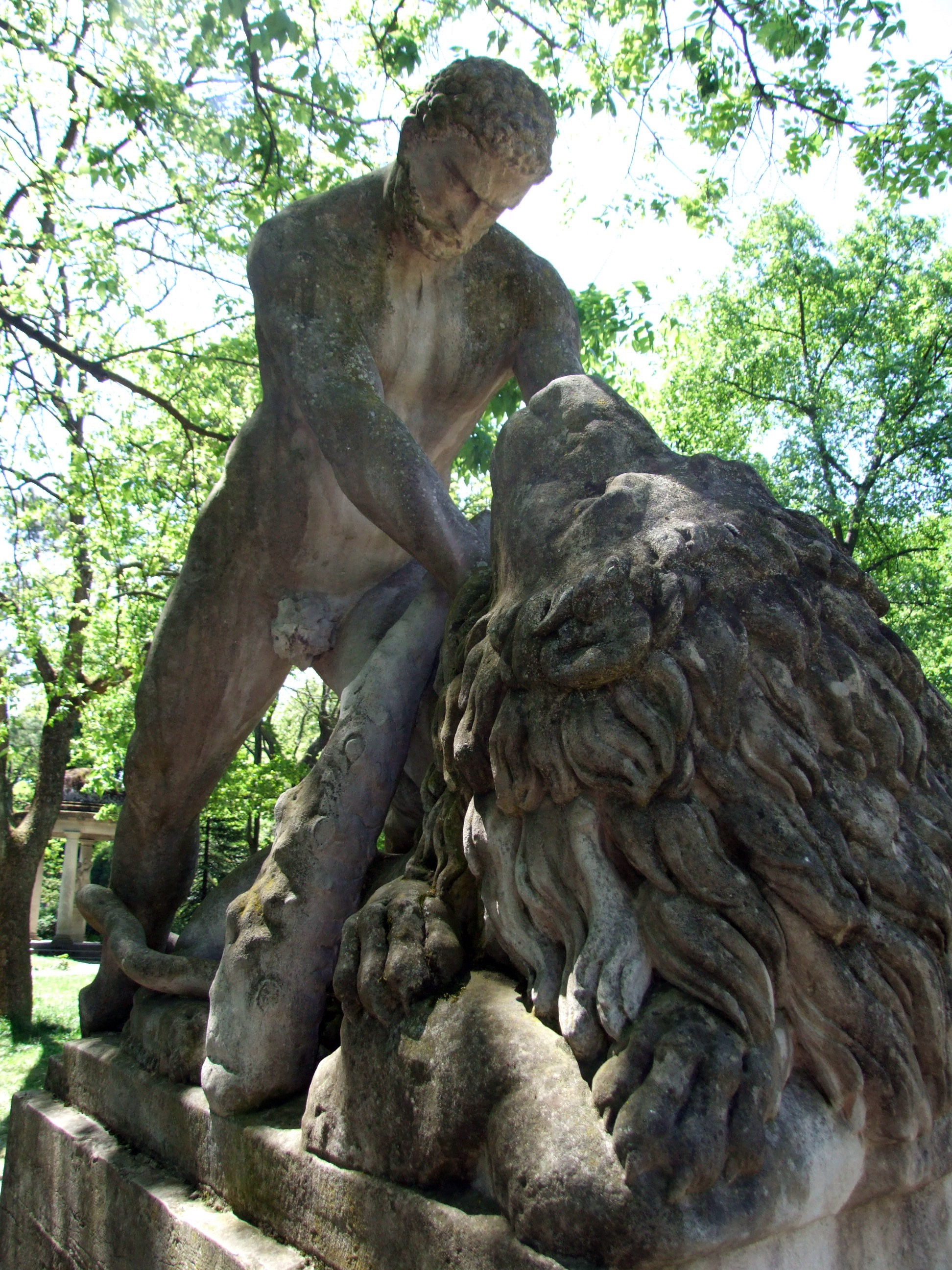
Hércules.
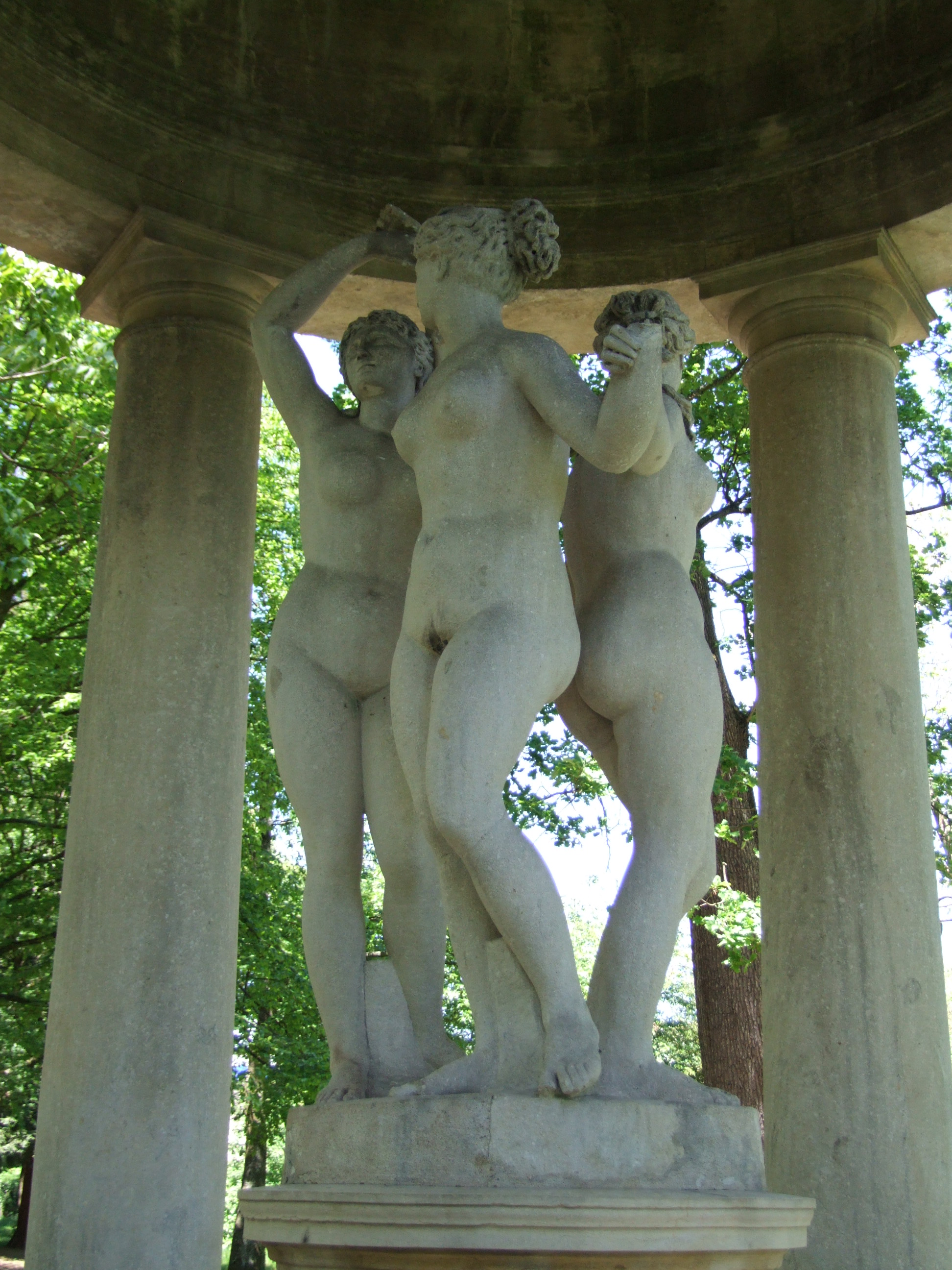
"Las tres Gracias" del "Temple d'amour".
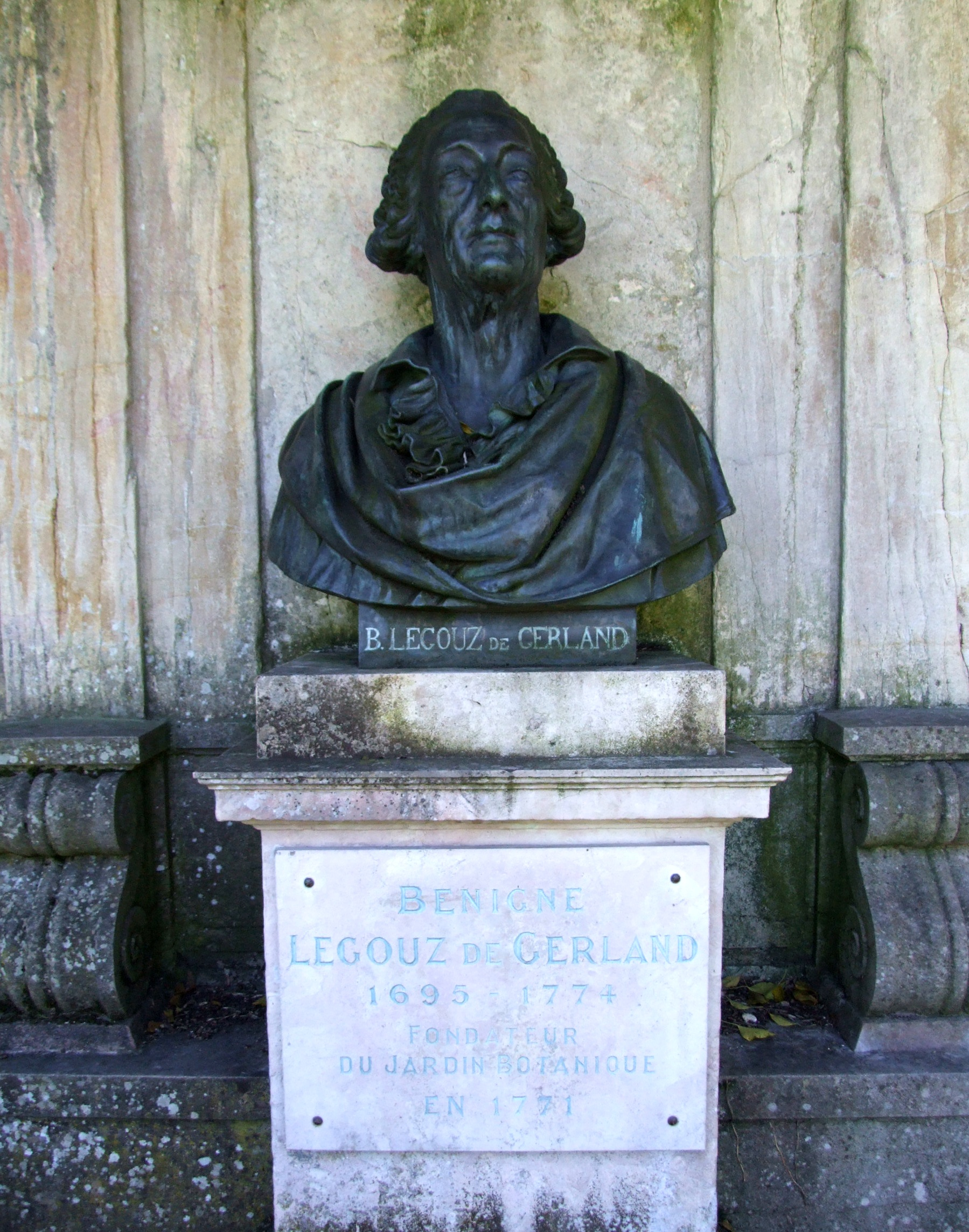
Busto en el "Jardin de l'Arquebuse" de Legouz de Gerland.

El jardín botánico y parque de Dijon que está adornado con las estatuas del "Templo del Amor", y atravesado por el Raines, un pequeño canal en el que viven cisnes y patos, se compone de:
- El "museo de historia natural y etnología de Dijon" Arquebuse inaugurado en 1836 en los antiguos edificios de la compañía de arcabuceros, presenta exposiciones permanentes (Pabellón) y temporales (Pabellón Raines) de zoología, geología, paleontología, etnografía y mineralogía.
- El "planetario Hubert Curien" (destacado físico, 'padre' del Ariane y exministro de Investigación y del Espacio de 1988 a 1993) con cúpula de 10 m de diámetro.

Algunos detalles en el "Museo de historia natural y etnología de Dijon".

Detalles
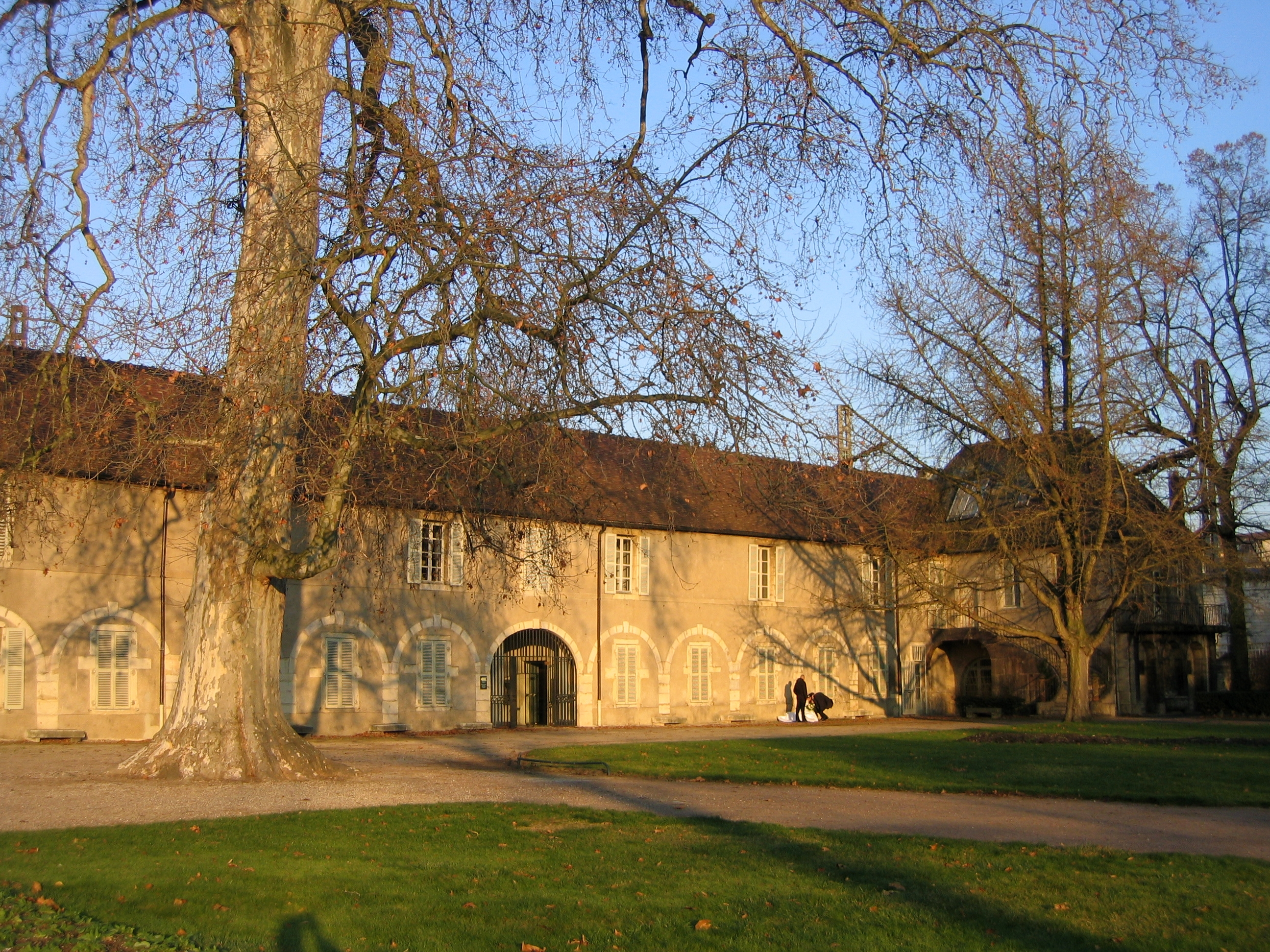
El museo de Historia Natural de Dijon.
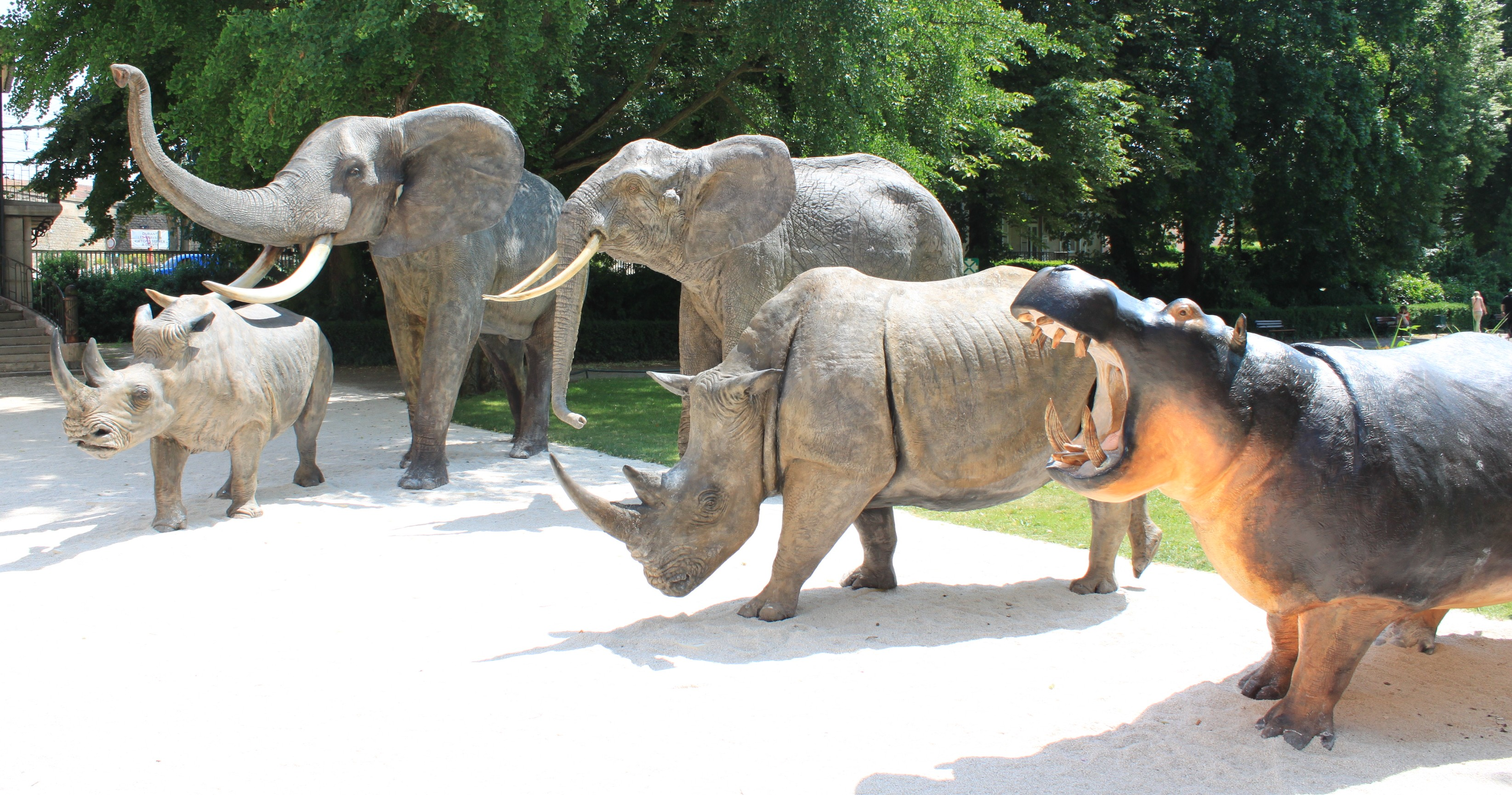
Museo en el "Jardin de l'Arquebuse".
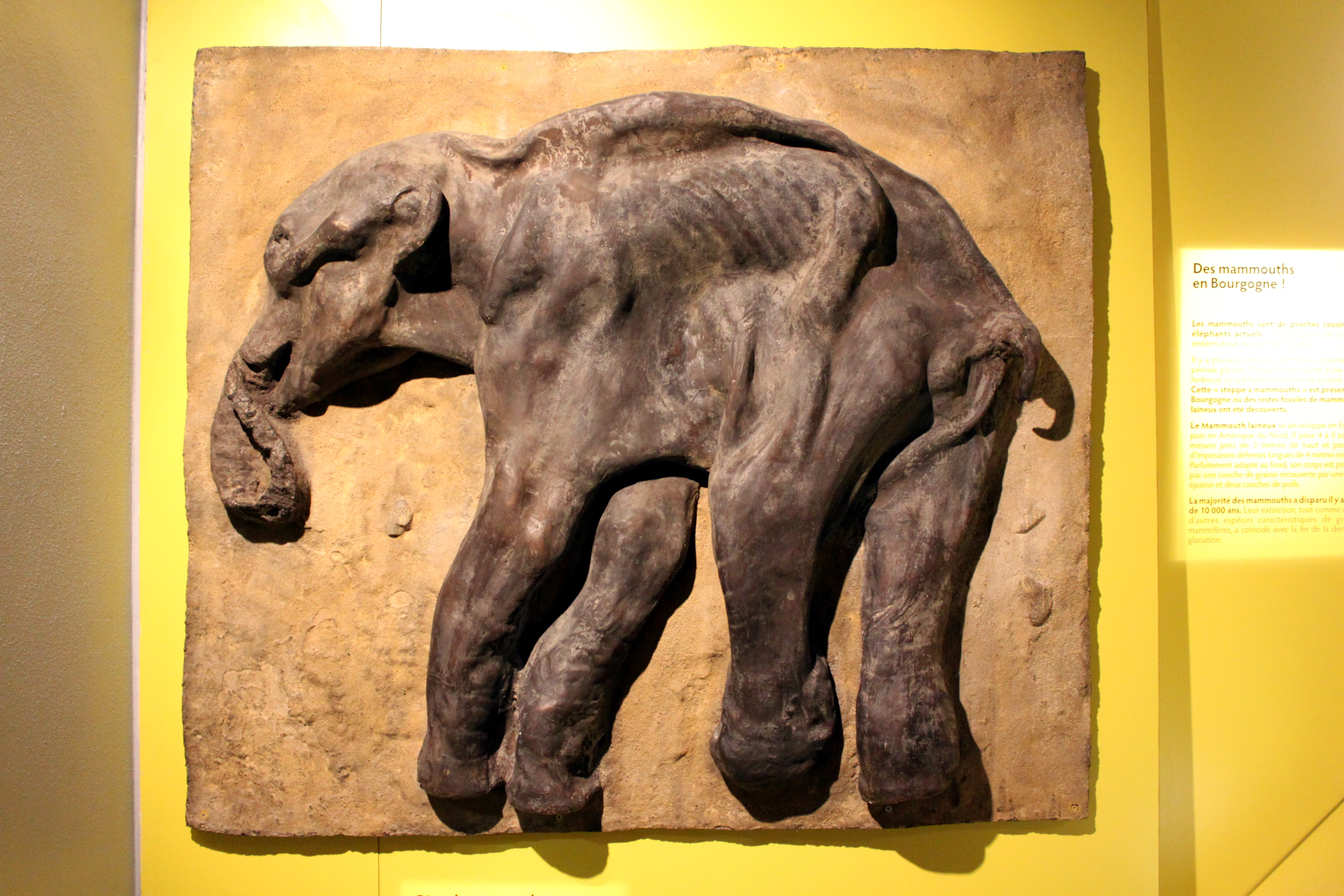
Bebé de mamut.